# Liste des aires urbaines d'Italie
Liste des aires urbaine de plus de 500 000 habitants en Italie

## Liste
- Milan - environ 7 400 000 (Milan, Côme, Varèse, Lecco, Bergame, Novara, Pavie, Crema, Monza)
- Naples - environ 4 200 000
- Rome - environ 4 000 000
- Agglomération vénitienne - environ 3 400 000 (Venise, Padoue, Mestre, Vicence, Trévise)
- Turin - environ 2 200 000
- Florence - environ 1 700 000 (Florence, Pistoia, Lucques, Prato, Empoli)
- Agglomération de la mer Tyrrhénienne - environ 1 100 000 (Massa, Carrara, Pise, Livourne, Viareggio)
- Brescia - environ 1 200 000 (Brescia, Val Trompia (it), Ghedi, Desenzano sul Garda)
- Palerme - environ 1 100 000
- Gênes - environ 1 100 000
- Agglomération de la mer Adriatique - environ 1 000 000 (Rimini, Riccione, Milano Marittima, Cattolica)
- Catane - environ 900 000
- Bari - environ 900 000
- Bologne - environ 600 000

### Liste des villes métropolitaines[1]
Les villes métropolitaines correspondent au périmètre des provinces.
| N° | Villes métropolitaines | Région         | Communes | Population (au 31/12/2014) | Superficie (km2) | Densité (hab./km2) | Date de l'institution | Date de création |
| -- | ---------------------- | -------------- | -------- | -------------------------- | ---------------- | ------------------ | --------------------- | ---------------- |
| 1  | Roma Capitale          | Lazio          | 121      | 4 342 046                  | 5 352            | 811                | 8 aprile 2014         | 1° gennaio 2015  |
| 2  | Milano                 | Lombardia      | 134      | 3 196 825                  | 1 575            | 2 030              | 8 aprile 2014         | 1° gennaio 2015  |
| 3  | Napoli                 | Campania       | 92       | 3 118 149                  | 1 171            | 2 663              | 8 aprile 2014         | 1° gennaio 2015  |
| 4  | Torino                 | Piemonte       | 316      | 2 291 719                  | 6 829            | 336                | 8 aprile 2014         | 1° gennaio 2015  |
| 5  | Palermo                | Sicilia        | 82       | 1 276 525                  | 5 009            | 255                | 4 agosto 2015         | 4 gennaio 2016   |
| 6  | Bari                   | Puglia         | 41       | 1 266 379                  | 3 821            | 331                | 8 aprile 2014         | 1° gennaio 2015  |
| 7  | Catania                | Sicilia        | 58       | 1 116 168                  | 3 574            | 312                | 4 agosto 2015         | 4 gennaio 2016   |
| 8  | Firenze                | Toscana        | 42       | 1 012 180                  | 3 514            | 288                | 8 aprile 2014         | 1° gennaio 2015  |
| 9  | Bologna                | Emilia-Romagna | 56       | 1 004 323                  | 3 702            | 271                | 8 aprile 2014         | 1° gennaio 2015  |
| 10 | Genova                 | Liguria        | 67       | 862 175                    | 1 839            | 469                | 8 aprile 2014         | 1° gennaio 2015  |
| 11 | Venezia                | Veneto         | 44       | 858 198                    | 2 462            | 349                | 8 aprile 2014         | 31 agosto 2015   |
| 12 | Messina                | Sicilia        | 108      | 647 477                    | 3 266            | 198                | 4 agosto 2015         | 4 gennaio 2016   |
| 13 | Reggio Calabria        | Calabria       | 97       | 557 993                    | 3 183            | 175                | 1° gennaio 2016       | non insediata    |
| 14 | Cagliari               | Sardegna       | 17       | 431 302                    | 1 248            | 345                | 27 gennaio 2016       |                  |

Liste des aires métropolitaines d'Italie
| N° | Agglomérations métropolitaines                    | Population | Superficie (km2) | Densité (hab./km2)\|Densité (hab./km2) |
| -- | ------------------------------------------------- | ---------- | ---------------- | -------------------------------------- |
| 1  | Milan                                             | 8 047 125  | 8 362,1          | 965,6                                  |
| 2  | Naples                                            | 4 996 084  | 3 841,7          | 1 300,5                                |
| 3  | Rome                                              | 4 339 112  | 4 766,3          | 910,4                                  |
| 4  | Venise-Padoue-Trevise (PaTreVe)                   | 2 685 598  | 7 081,0          | 379,3                                  |
| 5  | Système linéaire bas-adriatique (Bari)            | 2 603 831  | 6 127,7          | 424,9                                  |
| 6  | Système linéaire haut-adriatique (Ravenne-Rimini) | 2 359 068  | 5 404,8          | 436,5                                  |
| 7  | Turin                                             | 1 997 975  | 1 976,8          | 1 010,7                                |
| 8  | Aire émilienne (Bologne)                          | 1 944 401  | 3 923,6          | 495,6                                  |
| 9  | Aire toscane (Florence)                           | 1 760 737  | 2 795,9          | 629,8                                  |
| 10 | Système linéaire Sicile orientale (Catane)        | 1 693 173  | 2 411,7          | 702,1                                  |
| 11 | Système linéaire ligure (Gênes)                   | 1 231 881  | 1 294,3          | 951,8                                  |
| 12 | Palerme                                           | 1 033 315  | 967,8            | 1 067,7                                |
| 13 | Vérone                                            | 714 275    | 1 426,0          | 500,9                                  |
| 14 | Pescare                                           | 655 124    | 1 612,2          | 406,4                                  |
| 15 | Cagliari                                          | 422 400    | 568,0            | 686,1                                  |